# Cantons del Roine
Fins al 2015 els Cantons del Roine eren 54 i s'agrupaven en dos districtes:
- Districte de Lió (43 cantons) cap a la prefectura de Lió: cantó de l'Arbresle - cantó de Bron - cantó de Caluire-et-Cuire - cantó de Condrieu - cantó de Décines-Charpieu - cantó d'Écully - cantó de Givors - cantó d'Irigny - cantó de Limonest - cantó de Lió-I - cantó de Lió-II - cantó de Lió-III - cantó de Lió-IV - cantó de Lió-V - cantó de Lió-VI - cantó de Lió-VII - cantó de Lió-VIII - cantó de Lió-IX - cantó de Lió-X - cantó de Lió-XI - cantó de Lió-XII - cantó de Lió-XIII - cantó de Lió-XIV - cantó de Meyzieu - cantó de Mornant - cantó de Neuville-sur-Saône - cantó d'Oullins - cantó de Rillieux-la-Pape - cantó de Sainte-Foy-lès-Lyon - cantó de Saint-Fons - cantó de Saint-Genis-Laval - cantó de Saint-Laurent-de-Chamousset - cantó de Saint-Priest - cantó de Saint-Symphorien-d'Ozon - cantó de Saint-Symphorien-sur-Coise - cantó de Tassin-la-Demi-Lune - cantó de Vaugneray - cantó de Vaulx-en-Velin - cantó de Vénissieux-Nord - cantó de Vénissieux-Sud - cantó de Villeurbanne-Centre - cantó de Villeurbanne-Nord - cantó de Villeurbanne-Sud

- Districte de Villefranche-sur-Saône (11 cantons) cap a la sotsprefectura de Villefranche-sur-Saône: cantó d'Amplepuis - cantó d'Anse - cantó de Beaujeu - cantó de Belleville - cantó de Le Bois-d'Oingt - cantó de Gleizé - cantó de Lamure-sur-Azergues - cantó de Monsols - cantó de Tarare - cantó de Thizy-les-Bourgs - cantó de Villefranche-sur-Saône

Actualment són els 13 cantons següents:
- Anse
- L'Arbresle
- Belleville
- Le Bois-d'Oingt
- Brignais
- Genas
- Gleizé
- Mornant
- Saint-Symphorien-d'Ozon
- Tarare
- Thizy-les-Bourgs
- Vaugneray
- Villefranche-sur-Saône